# Луций Кокцей Нерва
Луций Кокцей Нерва (на латински: L. Cocceius Nerva) е римски политик и дипломат. Вероятно е брат на Марк Кокцей Нерва и прачичо на император Нерва.

## Биография
Луций Кокцей Нерва е роден Нарния, Умбрия. През лятото на 41 пр.н.е. по времето на Втория триумвират Октавиан има политическо разногласие с Фулвия и Луций Антоний (съпруга и брат на Марк Антоний). Кокцей Нерва, който е приятел с триумвирите, заминава заедно с Цецина за Финикия, за да се срещне с Анттоний и да преговаря с него от името на Октавиан. Докато е във Финикия, в Италия избухва Перузинската война, в която в крайна сметка Октавиан надделява, след като генералите му Квинт Руф и Марк Агрипа обсаждат Луций Антоний в Перузия. След няколко месеца на обсада Луций Атноний се предава. В тази война братът на Луций Кокцей Нерва – Марк Кокцей Нерва, вероятно се сражава на страната на Луций и Фулвия.
През 40 пр. н. е. Луций Кокцей Нерва се връща обратно в Италия с Марк Антоний. Като техен общ приятел проправя пътя за помирение между двамата триумвири. Така в Бриндизи с посредничеството на Кокцей, Гай Меценат (който е на страната на Октавиан) и Гай Азиний Полион (довереник на Антоний) се сключва мирния договор между Октавиан и Марк Антоний.
В някои източници се посочва, че през 39 пр.н.е. Кокцей Нерва е назначен за суфектконсул с Публий Алфен Вар, но вероятно е допусната грешка, тъй като суфектконсул за тази година заедно с Вар е Гай Кокцей Балб. Кокцей Нерва остава довереник на Октавиан, който живее в Италия, докато Антоний живее на изток. Когато през пролетта на 37 пр.н.е. Антоний отново се връща в Италия и отново има разногласия между триумвирите, сестрата на Окатвиан – Октавия, Кокцей Нерва, Гай Меценат и Гай Фонтей Капитон, действат като посредници между тях. Чрез усилията на тримата мъже и сестрата на Октавиан през 37 пр.н.е. между триумвирите се сключва договора от Тарент, по силата на който властта на триумвирата е удължена за още пет години.
Нищо не се знае за по-късния живот на Нерва. Източниците сочат, че прочутият инженер и архитект Луций Кокцей Ауктус е бивш роб, който е бил собственост на Нерва. Според Хораций Нерва притежавал вила в Каудиум.

### Цитирана литература

#### Класически автори
- Хораций. Сатири // превод: A. S. Kline.    Poetry in Translation, 2015. (на английски)
- Апиан. Римска История – Римски Войни //  Книга 5.   Loeb Classical Library, 1913. (на английски)

#### Модерни автори
- Roby, Henry John. An Introduction to the Study of Justinian’s Digest //   CUP Archive, 1886. (на английски)
- Groag, Edmund. Realencyclopädie der classischen Altertumswissenschaft, Band IV //   Stuttgart, Paulys, 1900. (на немски)
- Hillard, Beness, T.W., J.L. The Classical Quarterly //  The Ancestry of Nerva.   Cambridge University Press, 2015. (на английски)
- Wend, David. Roman Emperors – DIR Nerva (96 – 98 A.D.) //   roman-emperors.sites.luc.edu, 1998. Посетен на 12 юни 2022. (на английски)
- Bilotta, Flora, Lirer, Viggiani, Emilio, Alessandro, Stefania, Carlo. Geotechnics and Heritage: Case Histories //   CRC Press, 2013. ISBN 9781138000544. (на английски)
- Broughton, T. Robert S. The Magistrates of the Roman Republic: Volume II, 99 B.C. – 31 B.C //   New York, The American Philological Association, 1952. (на английски)
- Bowman, Champlin, Lintott, Alan K., Edward, Andrew. The Cambridge Ancient History Volume 10: The Augustan Empire, 43 B.C. – A.D. 69 //   Cambridge University Press, 1996. ISBN 0-521-26430-8. (на английски)